# Philodromus planus
Philodromus planus är en spindelart som först beskrevs av Ludwig Carl Christian Koch 1875.  Philodromus planus ingår i släktet Philodromus och familjen snabblöparspindlar. Inga underarter finns listade i Catalogue of Life.